# دونالد هايندز
دونالد هايندز (بالإنجليزية: Donald Hinds)‏ هو صحفي جامايكي، ولد في 1934 في كينغستون في جامايكا.